# Viktor Tilgner

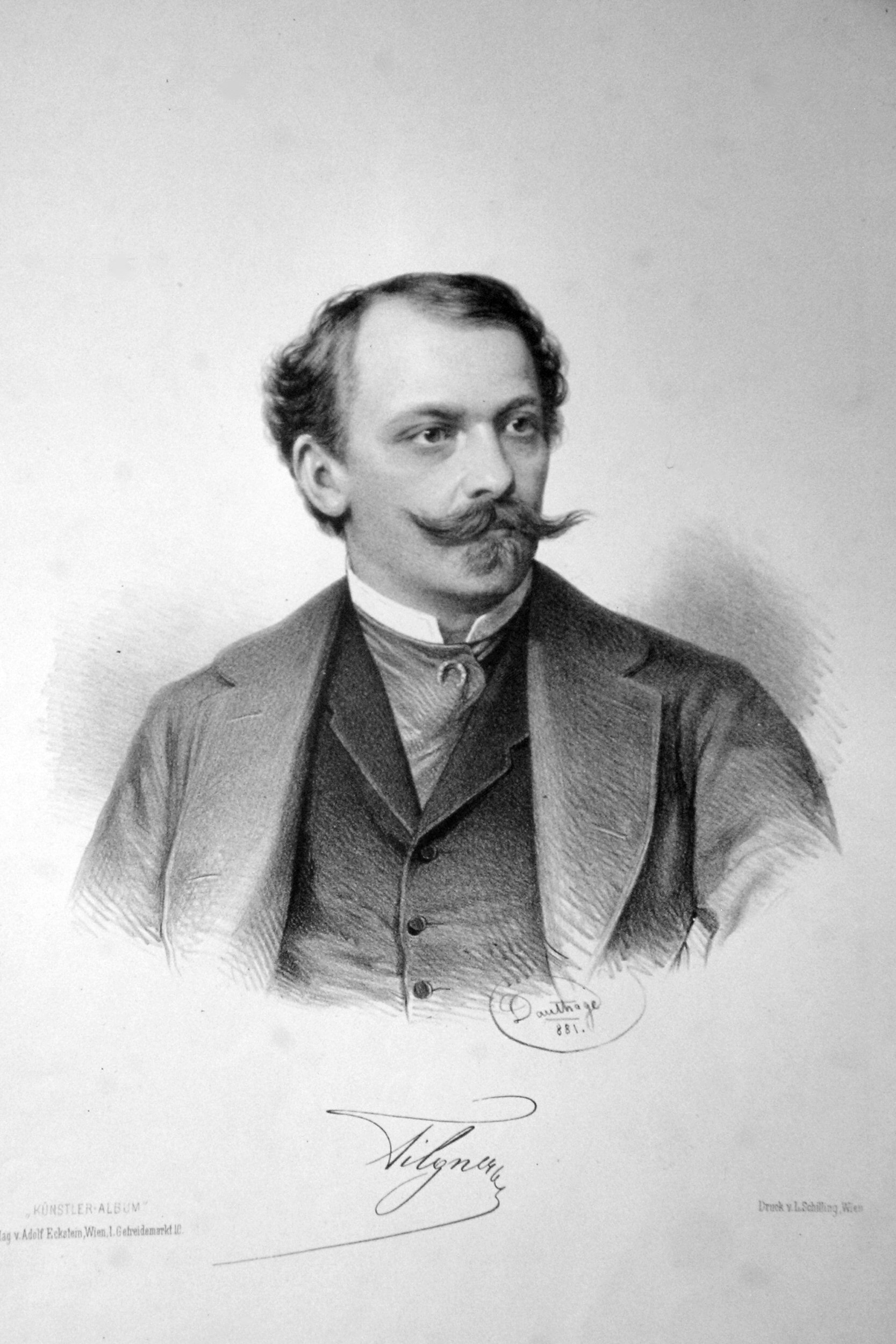
Viktor Tilgner, Lithographie von Adolf Dauthage 1881

Viktor Oskar Tilgner (* 25. Oktober 1844 in Pressburg; † 16. April 1896 in Wien) war ein österreichischer Bildhauer und Porträtist. Er ist der Hauptvertreter des Neobarock innerhalb der Plastik der Wiener Ringstraße.

## Leben
Viktor Tilgner wurde als Sohn des Hauptmannes Carl und Ida Tilgner in Pressburg geboren, übersiedelte aber schon als Kind nach Wien und war seither mit dieser Stadt verbunden. Sehr früh wurde sein Interesse und Talent vom Bildhauer Franz Schönthaler erkannt, der auch sein erster Lehrmeister wurde.
Auf der Akademie der bildenden Künste Wien begann er zunächst bei Franz Bauer zu studieren, wechselte aber schon bald zum Tiroler Bildhauer Josef Gasser, der durch seine Nähe zu Heiligenplastiken in Tilgner das „barocke“ Interesse weckte und ihn in das praktische Schaffen einführte.
Parallel führte ihn der Medailleur Joseph Daniel Böhm in die Kunst des Ziselierens ein.
Viktor Tilgners realistischer Akademismus war von Hans Makart, einem führenden Maler der Ringstraßenepoche, beeinflusst, mit dem er auch 1874 Italien bereiste. Daneben hatte der Bildhauer auch Kontakt mit Johann Strauss und gehörte zum Künstlerkreis rund um Karl Graf Lanckoronski. Stark beeinflusst wurde er auch vom französischen Bildhauer Jean-Baptiste Gustave Deloye, der 1873 im Rahmen der Weltausstellung nach Wien gekommen war.

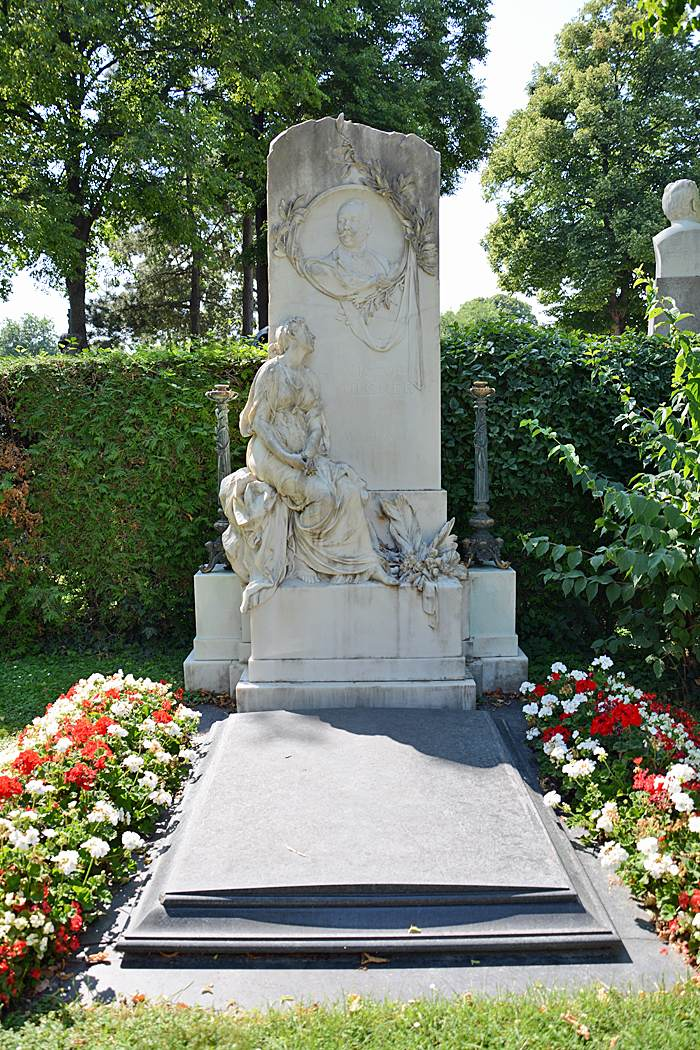
Grab von Viktor Tilgner auf dem Wiener Zentralfriedhof

Viktor Tilgner hatte mehr als die letzten 20 Lebensjahre sein Atelier in einem ehemals als Gewächshaus genutzten Seitentrakt des Palais Schwarzenberg, Heugasse 1 (heute: Prinz-Eugen-Straße 1), Wien-Landstraße; die Wohnung des Künstlers befand sich nächstgelegen auf Wohllebengasse 1, Wien-Wieden.
Tilgner, der trotz eines sich seit geraumer Zeit bemerkbar machenden Herzleidens noch am Tag vor seinem Tode in der Bauhütte am Mozart-Denkmal geweilt hatte, erlag am Vormittag des 16. April 1896 in seiner Wohnung einem Herzinfarkt. Einen Tag nach dem Ableben wurde von ärztlicher Seite dem vom Verstorbenen zu seinen Lebzeiten für den Falle eines plötzlichen Todes geäußerten Wunsch nach einem Herzstich entsprochen. Am 18. April 1896, nach erster Einsegnung in der (überfüllten) Karlskirche, machte der Kondukt Zwischenstation am Wiener Künstlerhaus, wo dessen Vorstand Julius Deininger (1852–1924) sowie Rudolf Weyr (1847–1914), Club der Plastiker, Abschiedsworte sprachen, danach wurde Viktor Tilgner im Beisein der Witwe, Marianne, sowie des Bruders, Oskar, in einem Ehrengrab auf dem Wiener Zentralfriedhof beigesetzt. Am 3. Oktober 1897 wurde Tilgner auf dem Wiener Zentralfriedhof in einem Ehrengrab in stiller Weise wiederbestattet (Gruppe 14 A, Nummer 28). Das bei diesem Anlass gesetzte Grabdenkmal war von der Witwe bei den Mitarbeitern von Tilgners Atelier als deren letzte Arbeit in Auftrag gegeben worden und hatte eine vom Verstorbenen einst angefertigte Skizze zur Grundlage.

## Werke

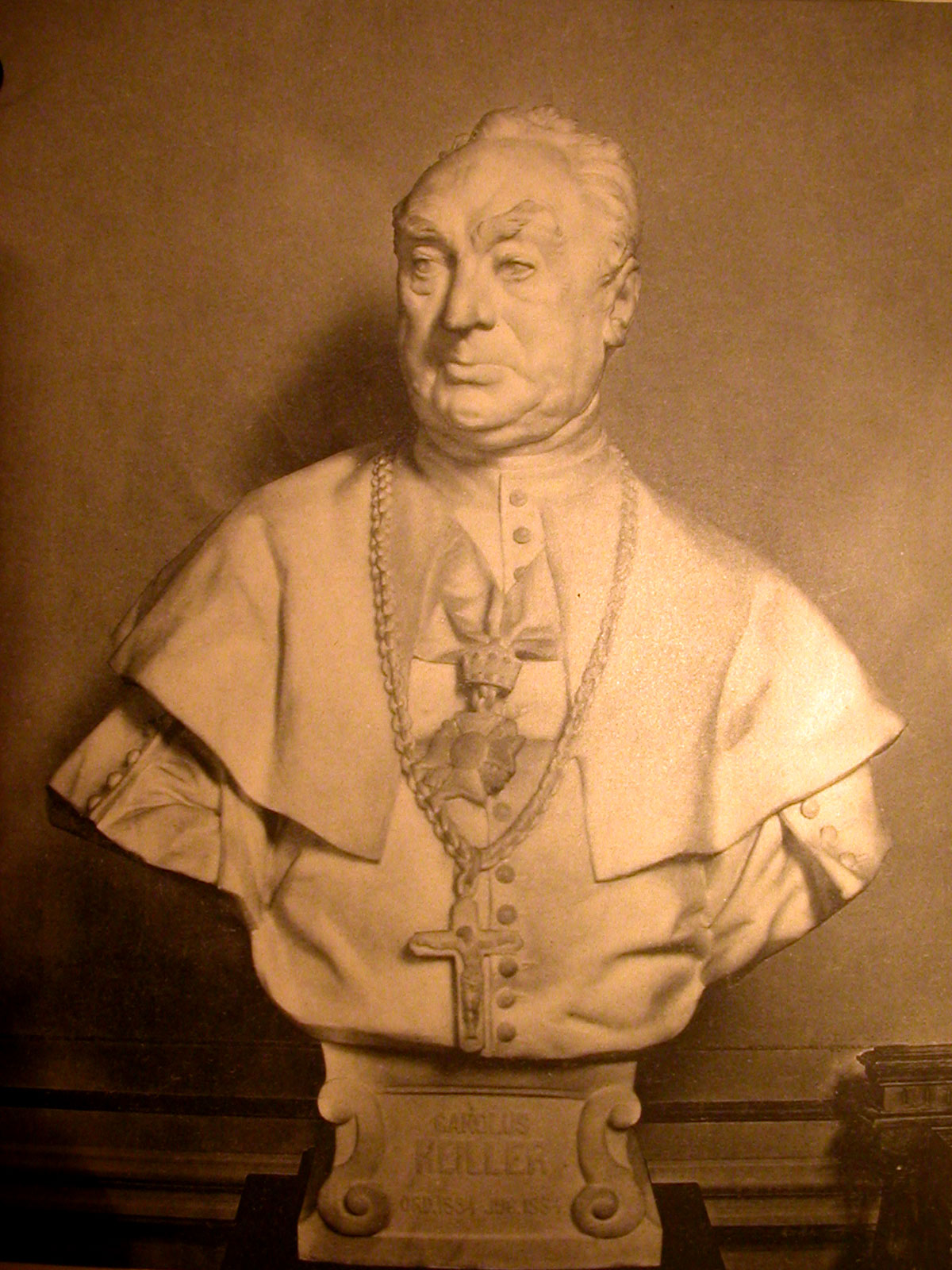
Bischof Heiller

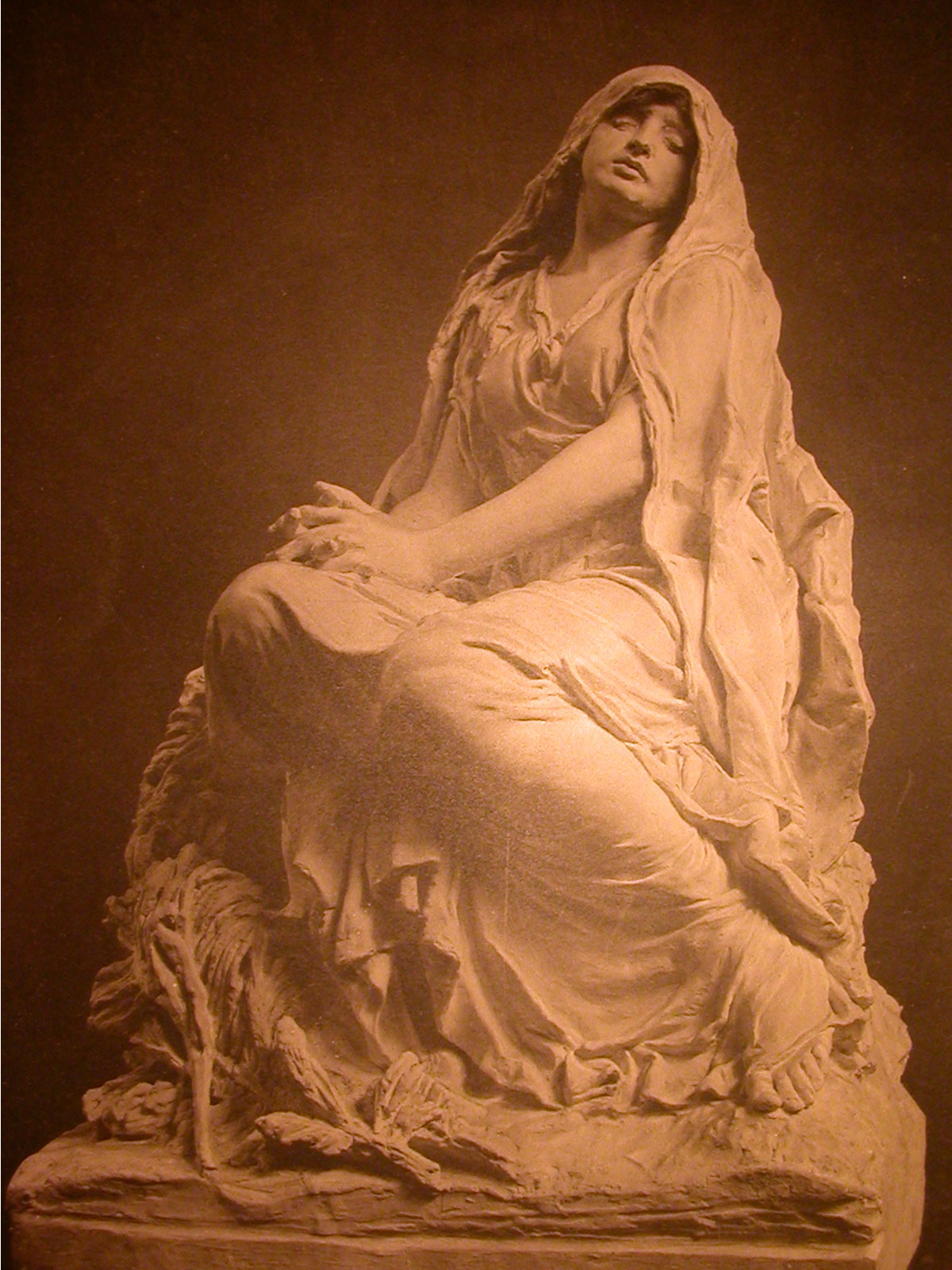
Grabdenkmal Holly

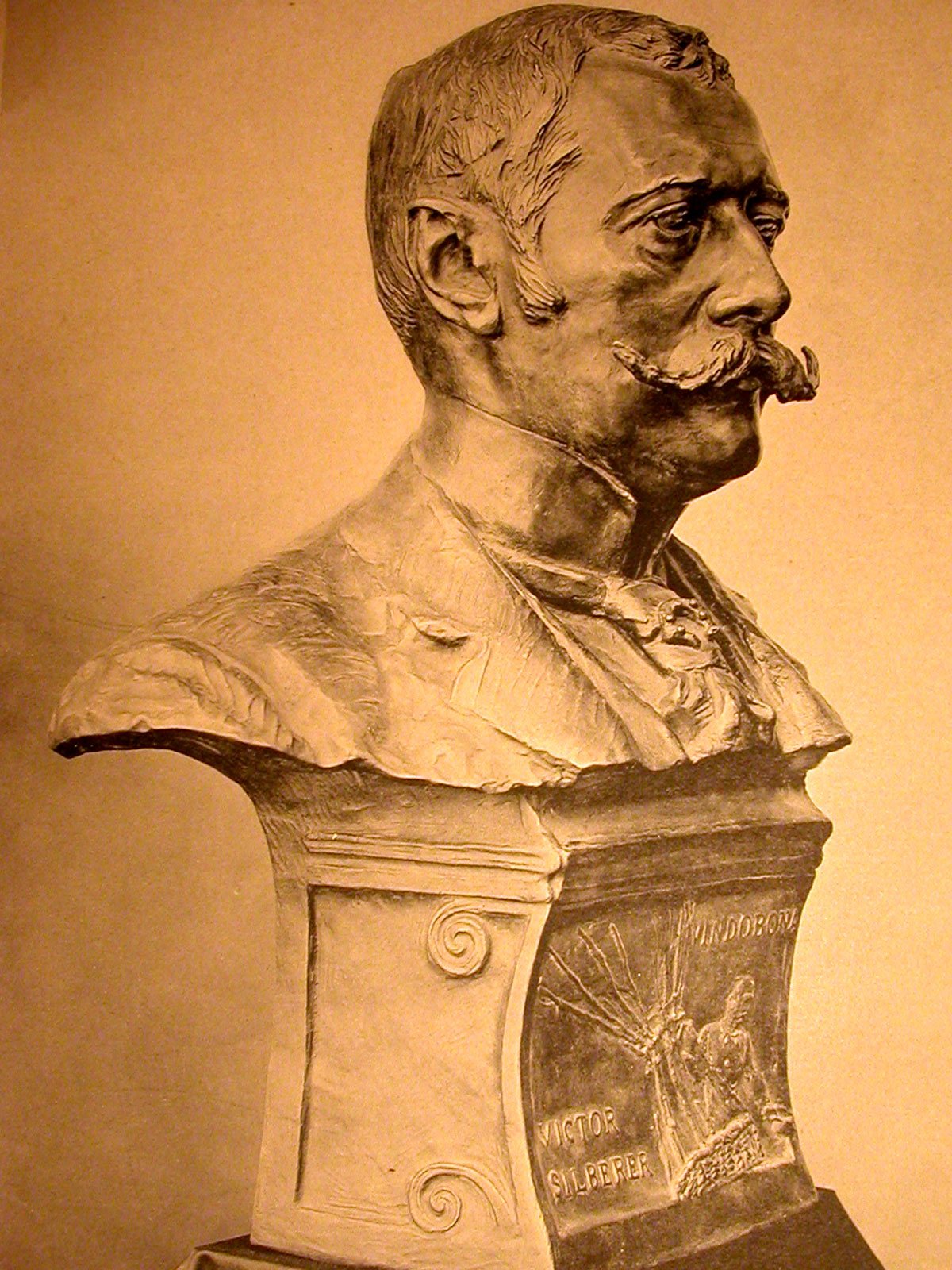
Viktor Silberer

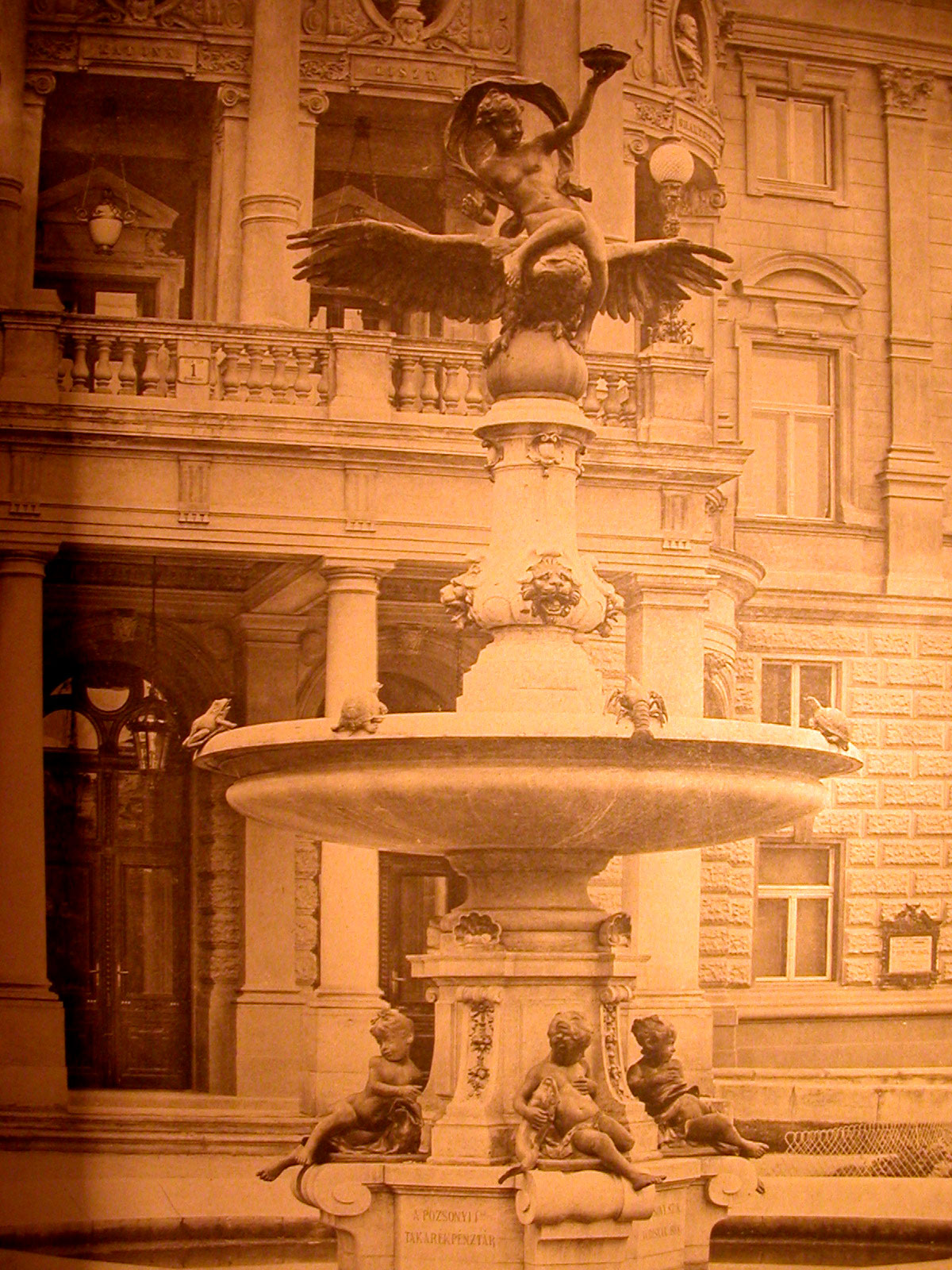
Ganymed Brunnen in Bratislava

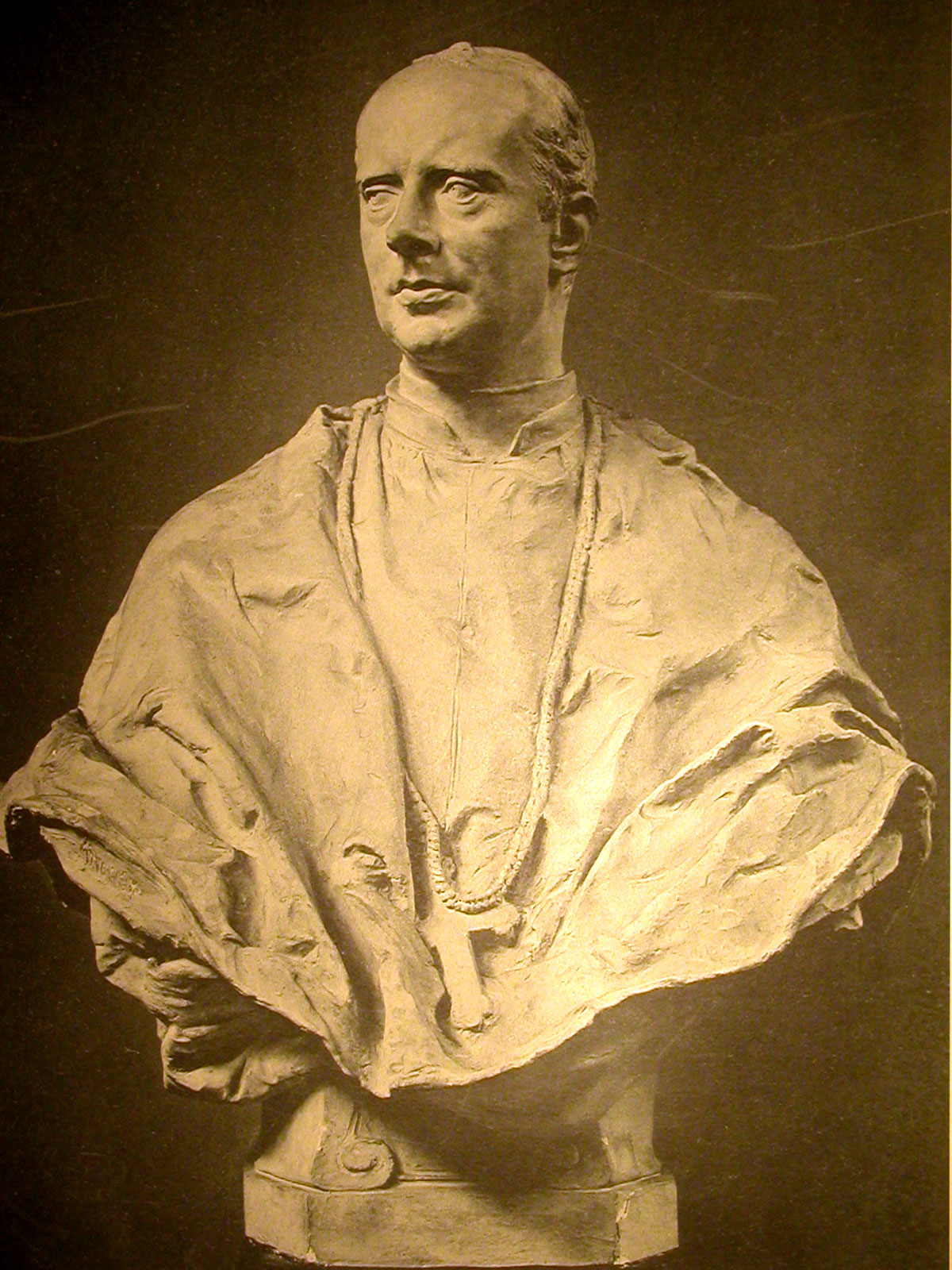
Franziskus von Paula Schönborn

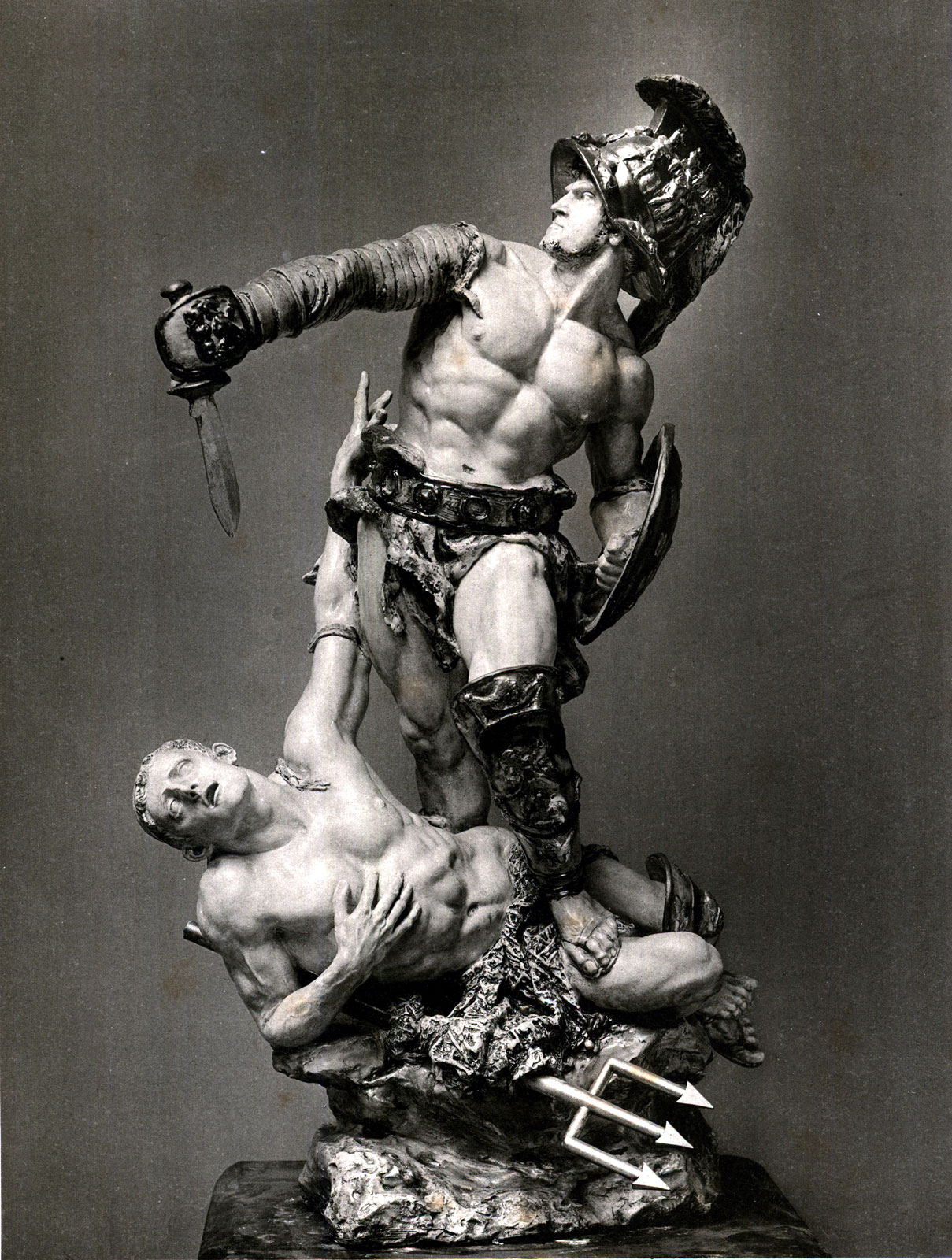
Gladiator und besiegter Sklave

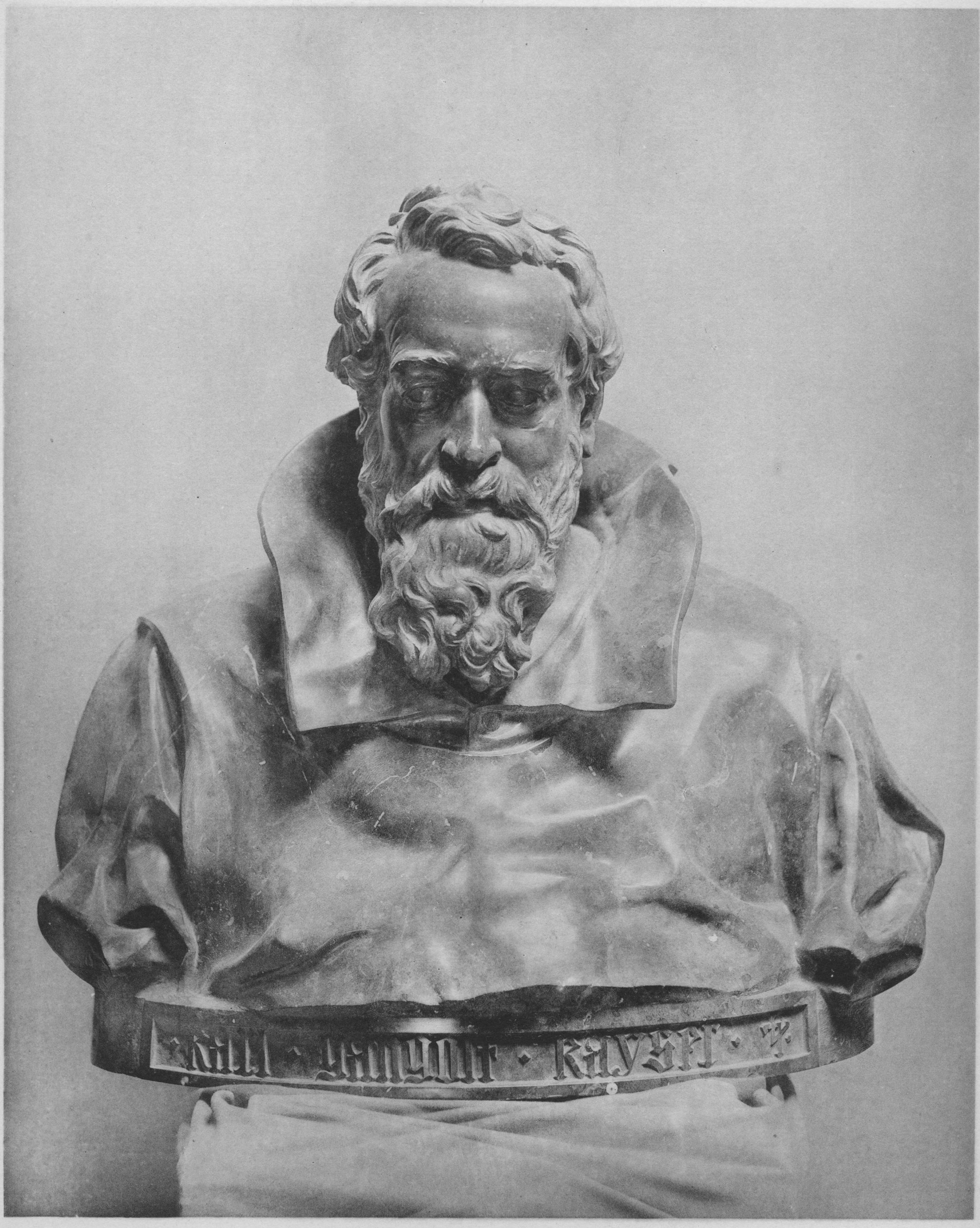
Porträtbüste des Architekten Carl Gangolf Kaiser

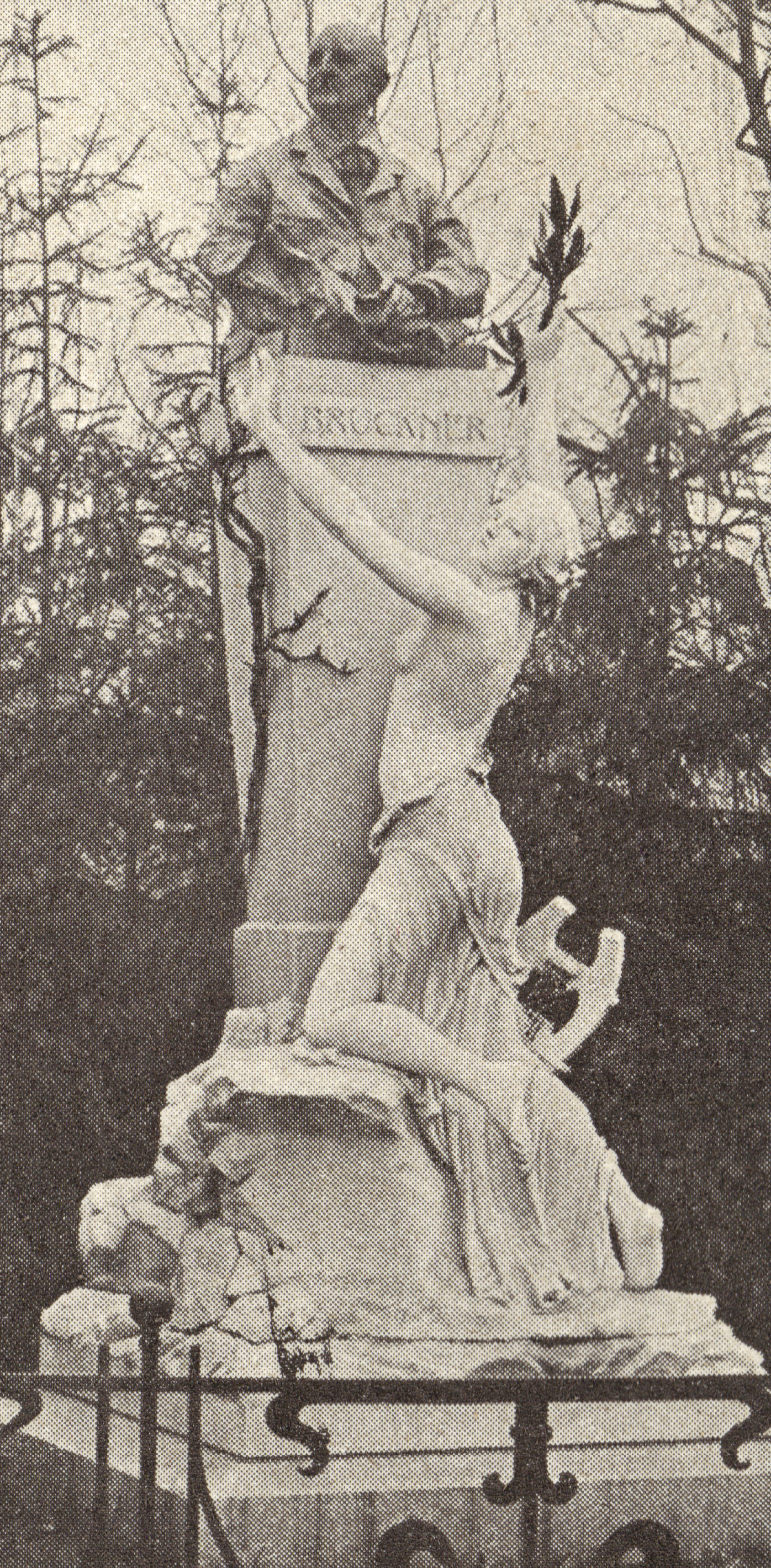
Viktor Tilgners Bruckner-Denkmal im Wiener Stadtpark, Zustand 1908

Das Denkmal für Wolfgang Amadeus Mozart im Wiener Burggarten gilt als Hauptwerk Tilgners und war gleichzeitig dessen letztes. Sie war ursprünglich für den Platz vor der Albertina geschaffen. Die bewegten Puttenfiguren am Sockel, die die Macht der Mozartschen Musik darstellen, deuten stilistisch schon auf den Jugendstil hin. Es wurde einige Tage nach Tilgners Tod enthüllt.
Sein weiteres Werk umfasste Bauplastiken für die Hofmuseen, das Burgtheater, die Neue Hofburg und die Hermesvilla sowie mehrere Brunnenanlagen (Tilgner-Brunnen im Volksgarten, 1877), Denkmäler (Werndl-Denkmal in Steyr, 1894) und einige Grabmonumente. Bekannt war er auch für seine Porträtbüsten (u. a. Pedro Calderón de la Barca, Shakespeare, Molière, Gotthold Ephraim Lessing, Goethe, Friedrich Schiller, Friedrich Hebbel, Franz Grillparzer und Friedrich Halm für das Burgtheater) und viele Medaillons.
Der Großteil des Nachlasses von Tilgner ging an seine Heimatstadt und ist heute in der Städtischen Galerie Bratislava zu sehen. Seine Werke schmücken alle wichtigen Gebäude der Wiener Ringstraße und anderer Plätze.
- (vor 1873:) Friederike Kronau, Büste
- 1868: Vincenzo Bellini, Büste, Wiener Staatsoper
- 1872: Leopold V., Statue, Heeresgeschichtliches Museum Wien
- 1879: Triton und Nymphe, Brunnengruppe, Volksgarten Wien
- 1879: Peter Paul Rubens, Statue, Künstlerhaus Wien
- 1880: Wassernymphe, Brunnen, Schloss Süßenbrunn
- 1882: Brunnengruppe, Amorino auf Delphin, Kaiservilla Bad Ischl
- 1884: Karl Heiller, Büste
- 1876: Joseph von Führich, Büste, Kunsthistorisches Museum Wien
- 1918 Johann Nepomuk Batka d. J., Büste, Preßburg
- Christian Daniel Rauch; Statue, Kunsthistorisches Museum Wien
- Peter von Cornelius; Statue, Kunsthistorisches Museum Wien
- Moritz von Schwind; Statue, Kunsthistorisches Museum Wien
- Alexander von Humboldt; Statue, Naturhistorisches Museum Wien
- Leopold von Buch, Statue, Naturhistorisches Museum Wien
- Isaac Newton, Statue, Naturhistorisches Museum Wien
- Carl von Linné, Statue, Naturhistorisches Museum Wien
- Archimedes, Statue, Österreichisches Parlament
- Marcus Terentius Varro, Statue, Österreichisches Parlament
- Homer, Statue, Österreichisches Parlament
- Phidias, Statue, Österreichisches Parlament
- Don Juan, Burgtheater
- Phaidra, Burgtheater
- Falstaff, Burgtheater
- Hanswurst, Burgtheater
- William Shakespeare, Burgtheater
- Pedro Calderón de la Barca, Burgtheater
- Molière, Burgtheater
- Gotthold Ephraim Lessing, Burgtheater
- Johann Wolfgang von Goethe, Burgtheater
- Friedrich Schiller, Burgtheater
- Friedrich Hebbel, Burgtheater
- Franz Grillparzer, Burgtheater
- Karl Felix Halm, Burgtheater
- Helene Odilon, Volkstheater Wien
- Carl von Rokitansky, Medaillonporträt, Poliklinik Wien
- Johann von Oppolzer, Medaillonporträt, Poliklinik Wien
- Josef von Škoda, Medaillonporträt, Poliklinik Wien
- Josef Hyrtl, Medaillonporträt, Poliklinik Wien
- Ernst Wilhelm von Brücke, Medaillonporträt, Poliklinik Wien
- Ferdinand von Hebra, Medaillonporträt, Poliklinik Wien
- Sigmund (Freund?), Medaillonporträt, Poliklinik Wien
- Franz Schuh, Medaillonporträt, Poliklinik Wien
- Carl Ferdinand von Arlt, Medaillonporträt, Poliklinik Wien
- Otto Braun-Falco, Medaillonporträt, Poliklinik Wien
- Johann von Dumreicher, Medaillonporträt, Poliklinik Wien
- Gustav Jäger, Medaillonporträt, Poliklinik Wien
- Türk, Medaillonporträt, Poliklinik Wien
- Treue und Tapferkeit, Figurengruppe, Hofburg
- Franz Joseph I. (Österreich-Ungarn), Büste, Hofburg
- Elisabeth in Bayern, Büste, Hofburg
- Rudolf von Österreich-Ungarn, Büste, Hofburg
- 1887 Johann Nepomuk Hummel, Denkmal, Pressburg
- Ganymed (Mythologie), Brunnen, Pressburg
- 1873, Charlotte Wolter, Büste
- 1892, Carl Friedrich Petersen, Denkmal, Hamburg
- 1892, Mozart, Denkmal, Albertinaplatz
- Mater Dolorosa, Kapelle in Mayerling
- Ferdinand von Hebra, Büste, Arkadenhof der Universität Wien
- 1892, Josef Werndl, Denkmal, Steyr
- 1891, Puttenbrunnen, München
- 1891  Johannes-Brahms-Büste, Hamburger Kunsthalle[9]
- Franz Liszt, Denkmal, Ödenburg
- Franz Liszt, Büste, Preßburg (Rudnay - Platz)
- Hans Makart, Denkmal – Entwurf
- Johann Wolfgang von Goethe, Denkmal Entwurf
- Ami Boué, Büste, Galerie im Belvedere, Wien
- Neugestaltung des Schwarzenbergplatzes
- Bildnis Kaiser Franz Josephs am Kaiser-Franz-Joseph-Obelisk, Stilfser Joch
- 1885 Denkmal für August Ludwig Viktor Herzog von Sachsen-Coburg-Koháry, bei Schloss Ebenthal, NÖ

### Skulpturengruppe für The Equitable
Die 1859 gegründete amerikanische Versicherungsgesellschaft The Equitable Life Insurancy Company (heute AXA-Equitable) expandierte in den 90er Jahren des 19. Jahrhunderts nach Europa und Australien. Es wurden fünf moderne und prächtige Gebäude in den Zentren folgender Metropolen errichtet (1891 in Wien, Madrid und Berlin, 1895 in Sydney und 1896 in Melbourne), für deren Dekoration der Hauptportale eine repräsentative Skulptur gesucht wurde. Die Wahl fiel auf den damals in Wien sehr bekannten Bildhauer Victor Tilgner (vermutlich auch deswegen, weil das Design vom österreichischen Architekten Edward E. Raht stammt), der für seine Skulptur eine Gruppe von drei Personen wählte. In der Mitte die sogenannte Equitable, die einer römischen Hebamme gleicht und die ihre Arme schützend über ein Kind auf der linken Seite und eine Frau mit Neugeborenem auf der rechten Seite hält. Die Namen des Werkes sind auf Deutsch „Equitable, Schützerin der Armen und Verwaisten“, auf Englisch „Charity being kind to the poor“ und auf Spanisch „La caridad se compadece de los pobres.“
Die Skulpturen wurden 5-mal in der Arthur Krupp Berndorfer Metallwarenfabrik (Neffe des Alfred Krupp) im Bronzeguss herstellt. Aktuell existieren noch vier Gruppen: in Wien und in Sydney an ihren Originalstandplätzen (Palais Equitable am Stock-im-Eisen-Platz) und in Sydney (City Recital Hall auf der George Str.). Die Statuen in Melbourne (Ursprünglich Equitable Building Ecke Collins und Elizabeth Stasse, dann 1959 an die School of Architecture at the Mount Martha gestiftet und seit 1981 im South Lawn Carpark aufgestellt) und in Madrid (Ursprünglich Palacio de la Equitativa Ecke Sevilla und Alcala Straße, seit 1921 auf Campillo del Mundo Nuevo Platz) wechselten mehrfach ihren Ort. Von der Statue, die für Berlin vorgesehen war, ist keine Information zu finden. Es ist auch nicht bekannt, ob sie jemals ihren Bestimmungsplatz gelangte. (Equitable-Palast Ecke Friedrich und Leipziger Straße. Im Zweiten Weltkrieg völlig zerstört)

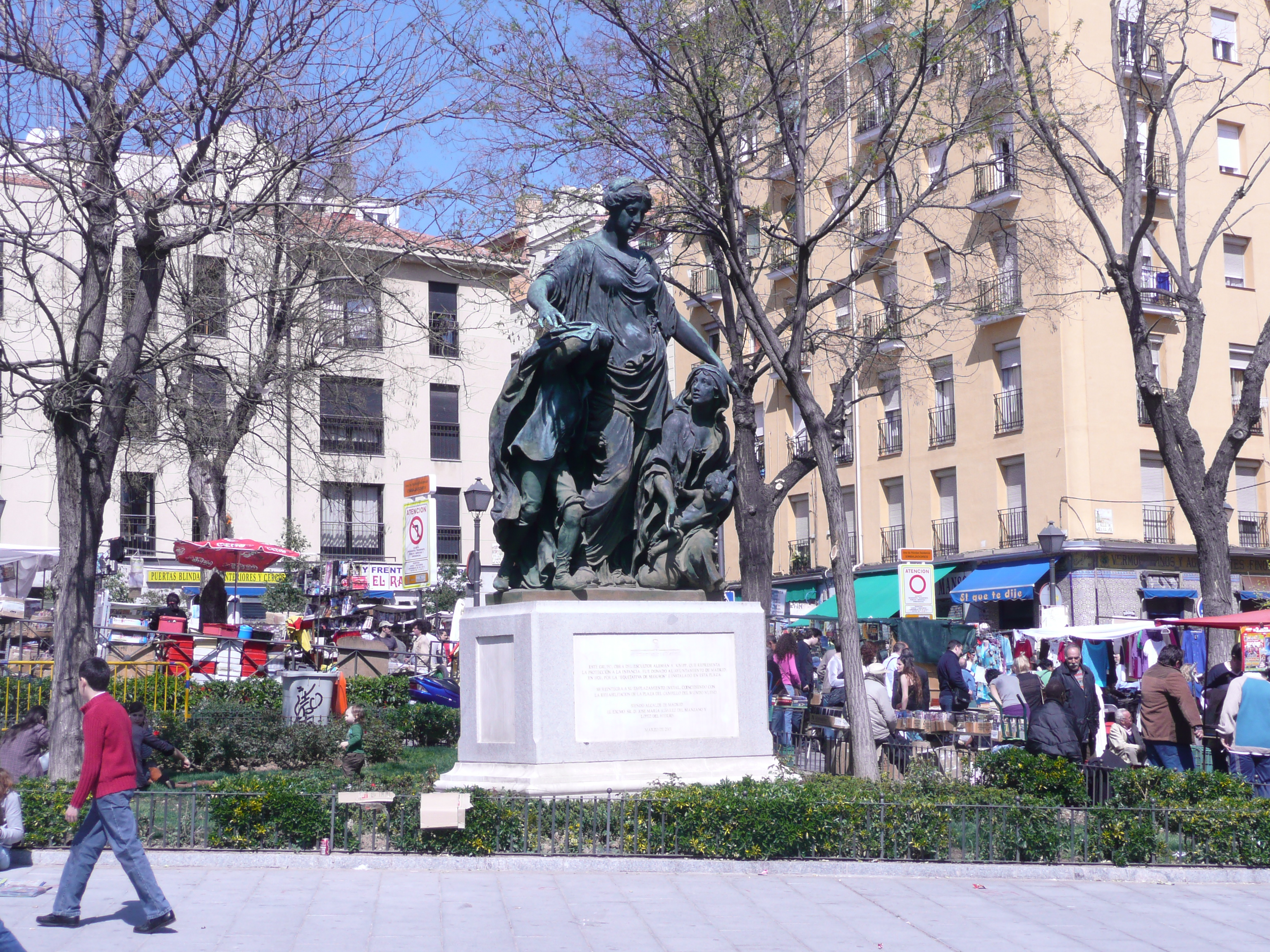
Statue in Madrid mit falscher Inschrift

Eine Anekdote zu der Statue in Madrid: Nachdem sich die amerikanische Versicherung 1916 aus Spanien zurückgezogen hatte, fiel das Gebäude in die Hände der spanischen Bank Banesto, die die Skulptur Ende 1920 der Gemeinde Madrid stiftete. Zu diesem Zeitpunkt muss wohl der Ursprung dieser Gruppe in Vergessenheit geraten sein und auf der Suche nach dem Urheber wurde die Signatur der Giesserei Arthur Krupp Berndorfer Metallwarenfabrik auf der Statue entdeckt und fälschlicherweise angenommen, A. Krupp sei der Künstler. Ein nachfolgender Übertragungsfehler (ru = ni) beim Nachnamen führte dazu, dass heute auf der Hinweistafel am Sockel der nicht existierende deutsche Bildhauer A. Knipp als Erschaffer des Werkes erwähnt wird.

## Galerie

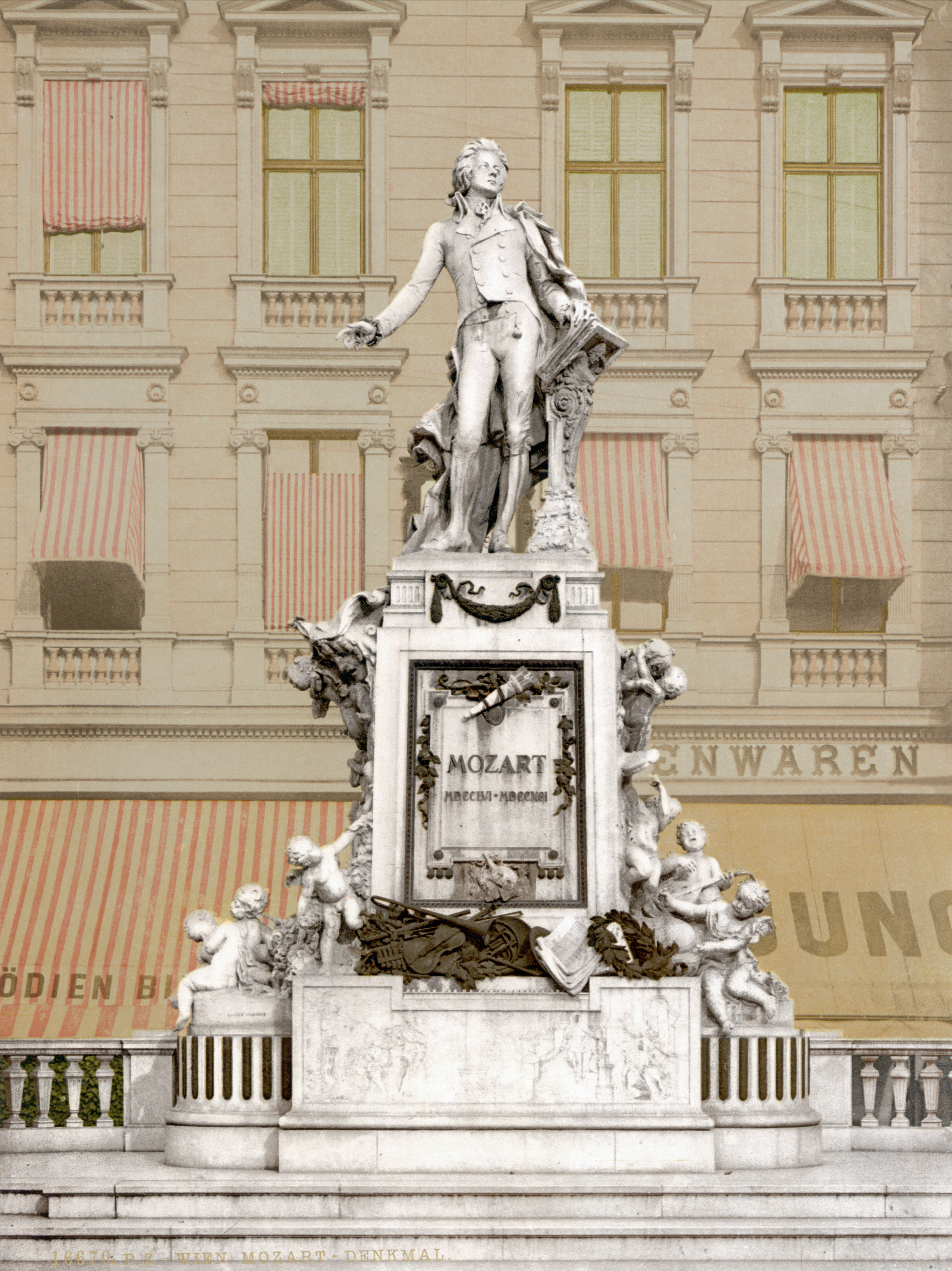
Mozartdenkmal, ursprüngliche Aufstellung am Albertinaplatz um 1900
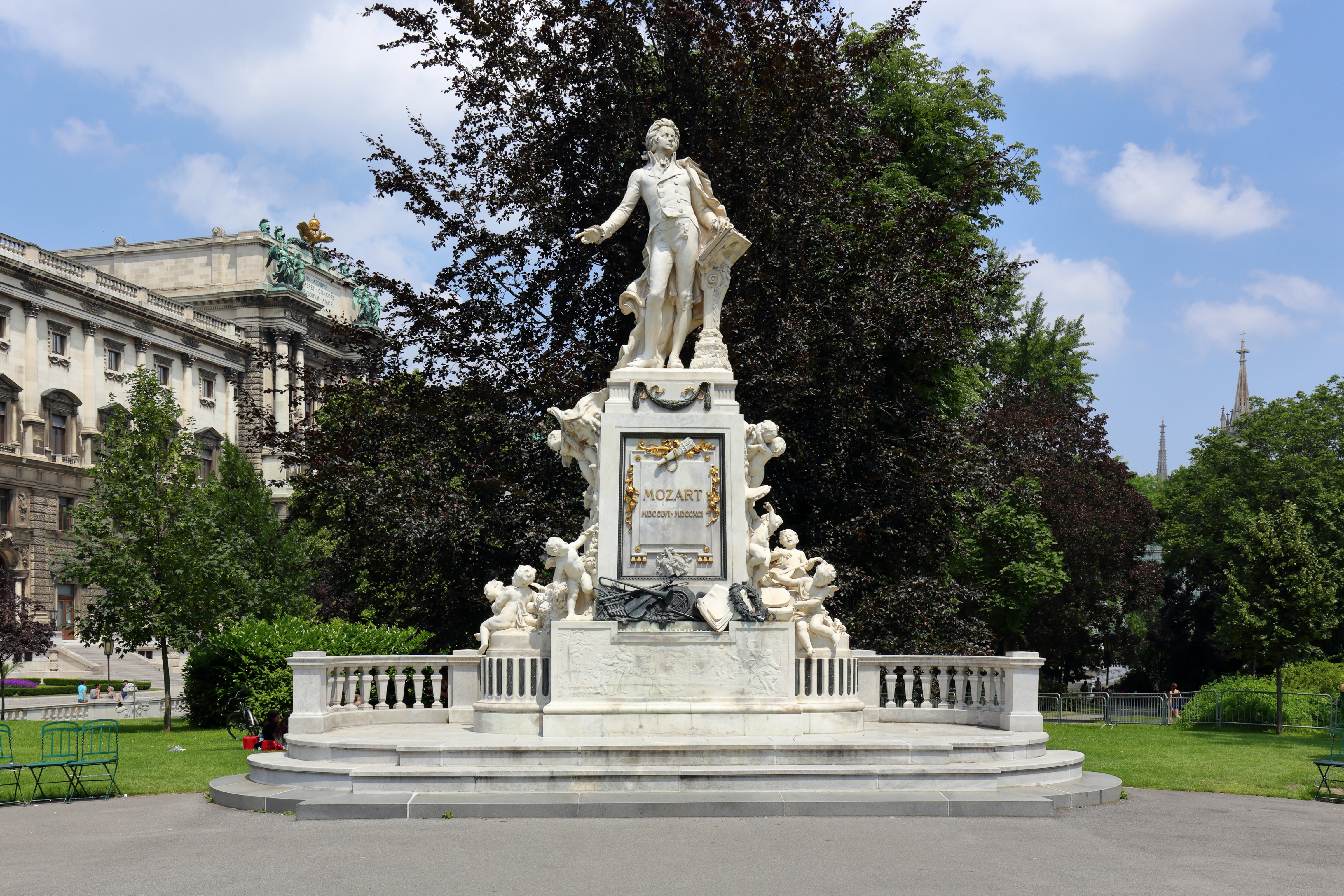
Mozartdenkmal heute im Burggarten
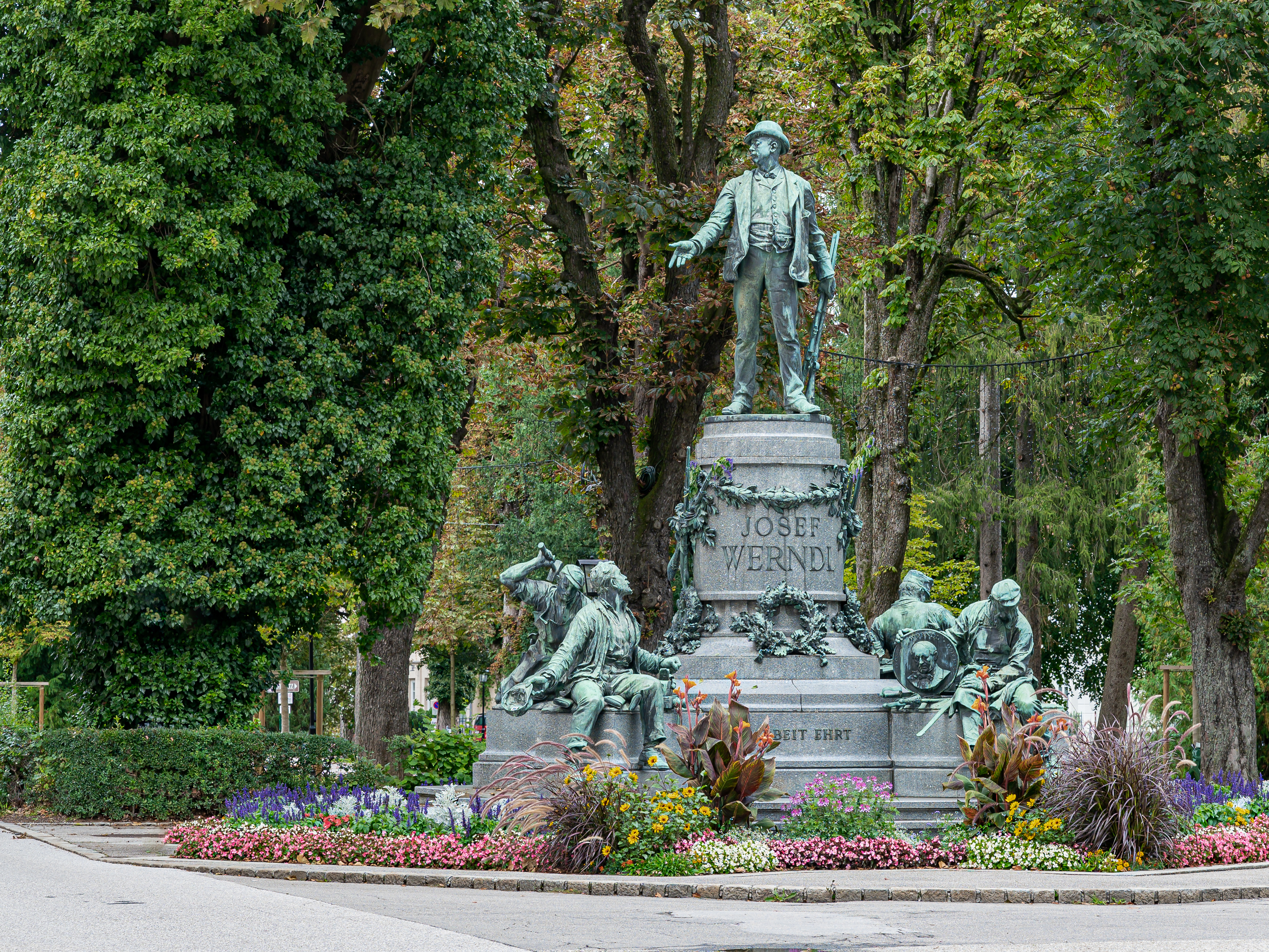
Werndl-Denkmal
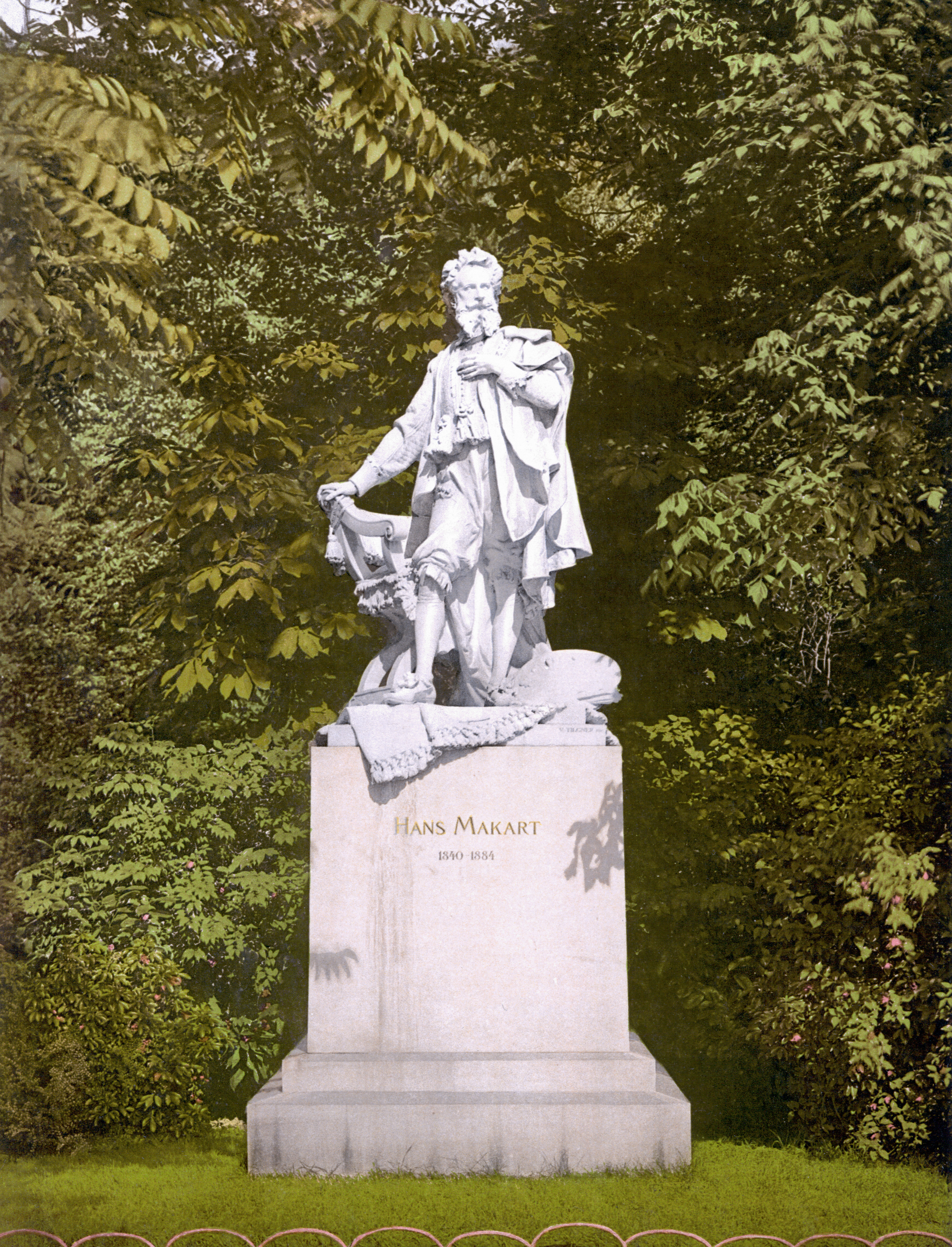
Hans-Makart-Denkmal im Wiener Stadtpark, von Fritz Zerritsch nach einem Entwurf von Viktor Tilgner
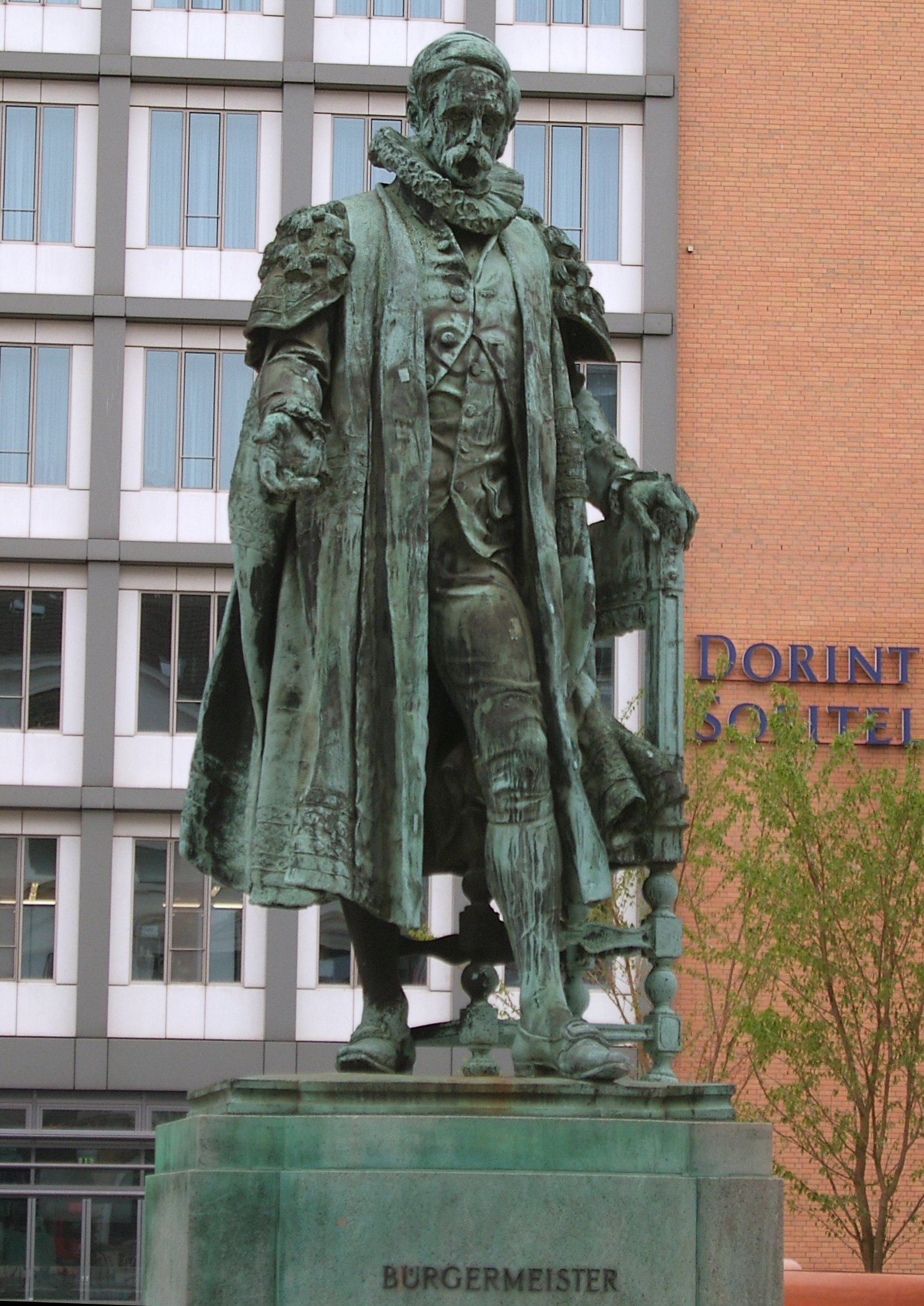
Denkmal für Carl Friedrich Petersen am Neuen Wall in Hamburg-Neustadt, errichtet 1892
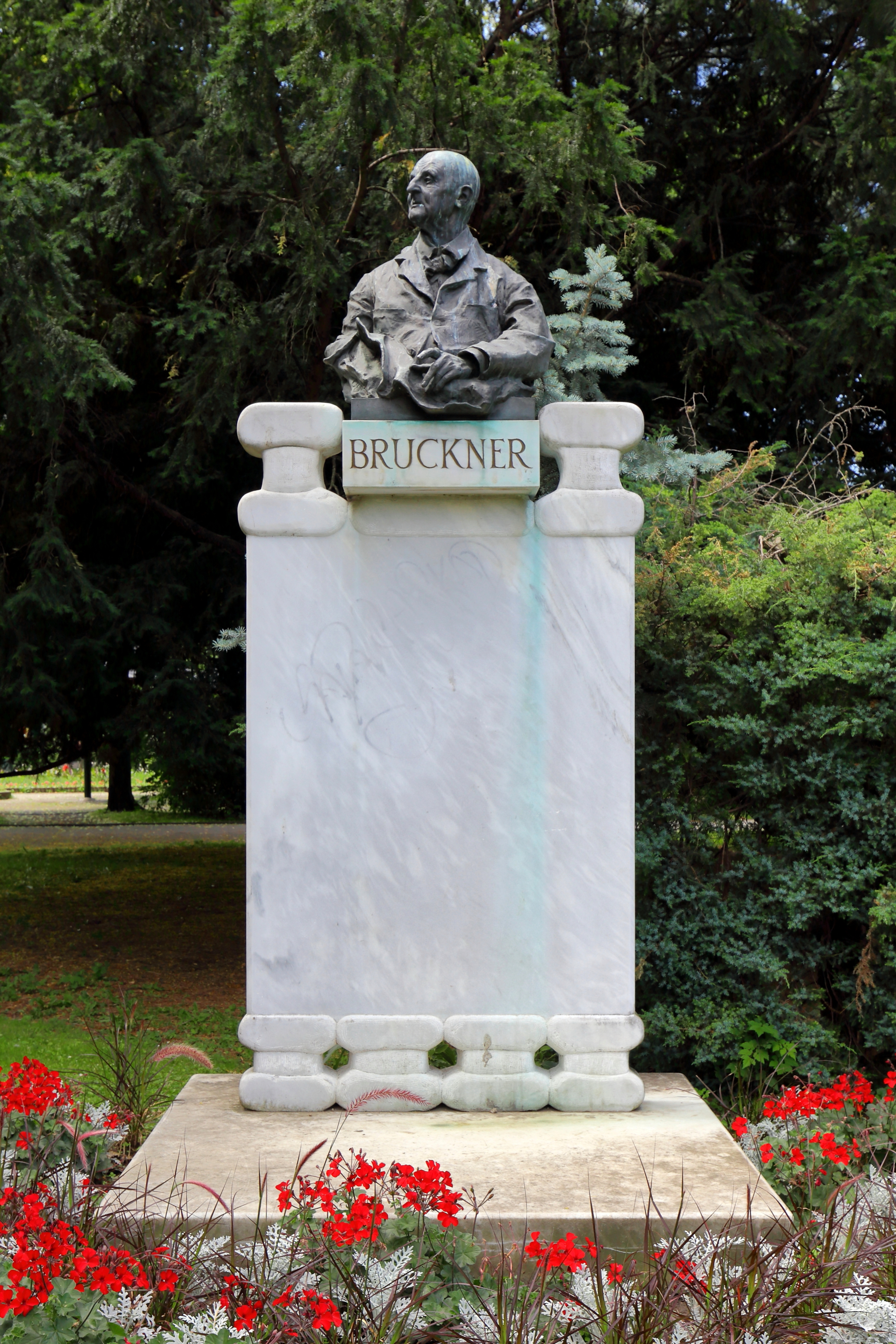
Anton Bruckner-Denkmal im Wiener Stadtpark, Kopie der Originalbüste
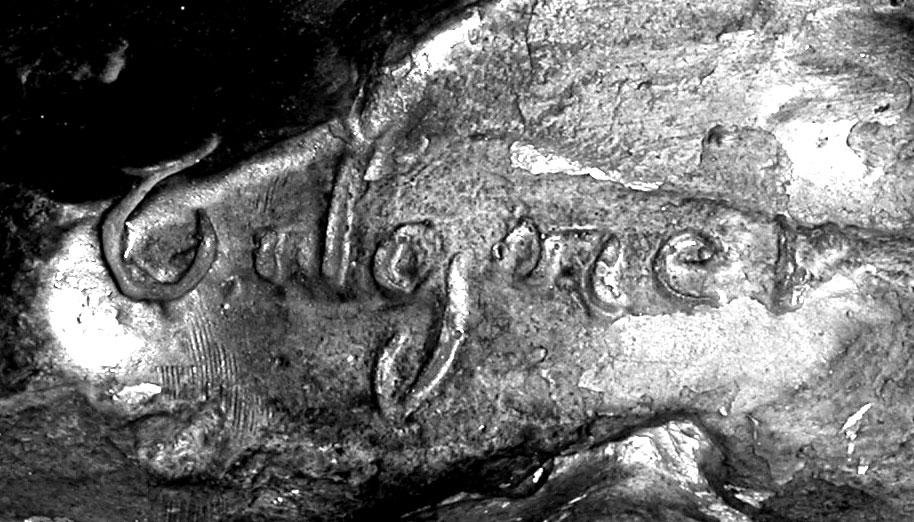
Tilgners Signatur
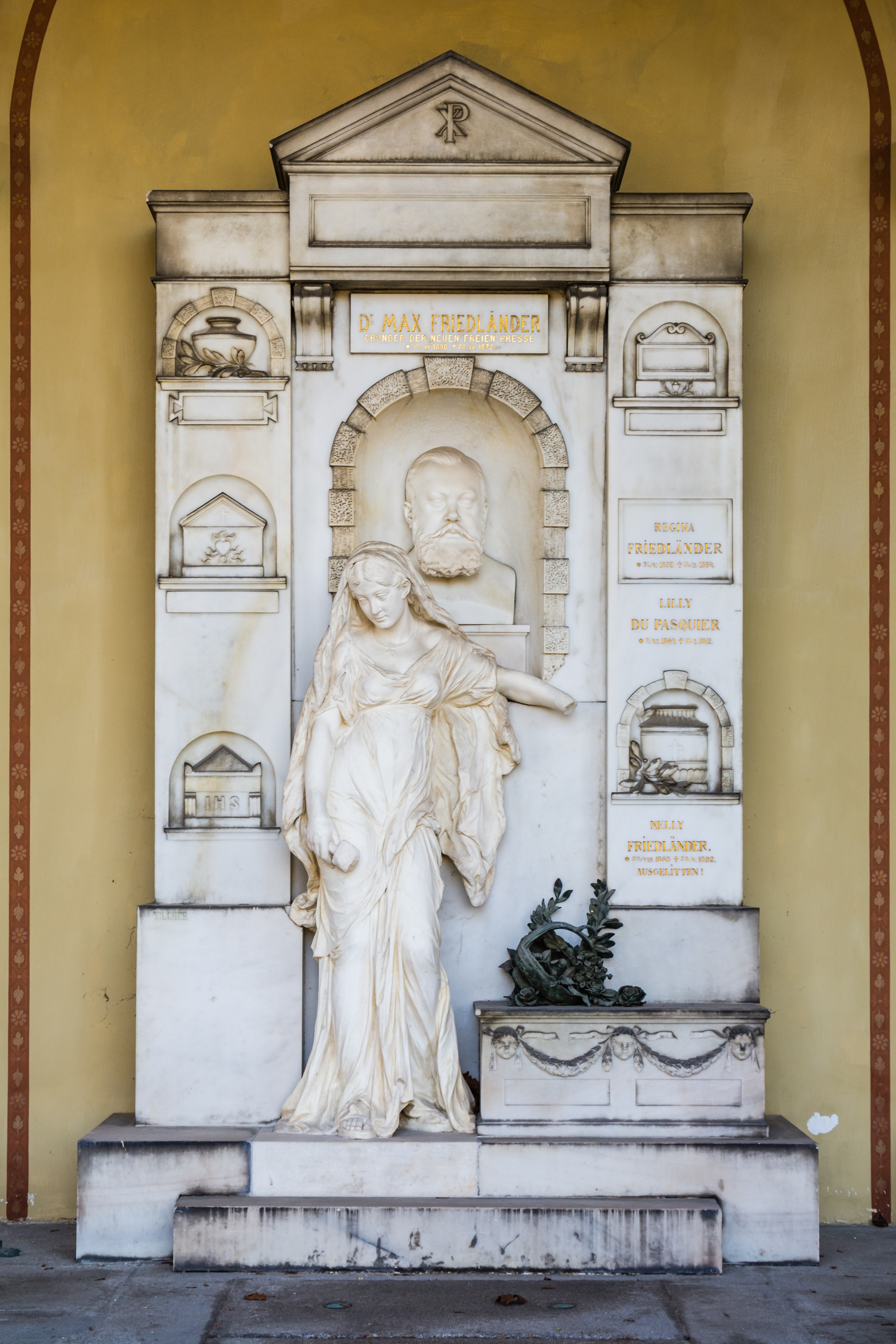
Die Allegorie der Bildhauerei auf der Gruft von Max Friedländer gilt als ein Hauptwerk des Bildhauers Victor Tilgner (BDA (Memento vom 5. März 2016 im Internet Archive))
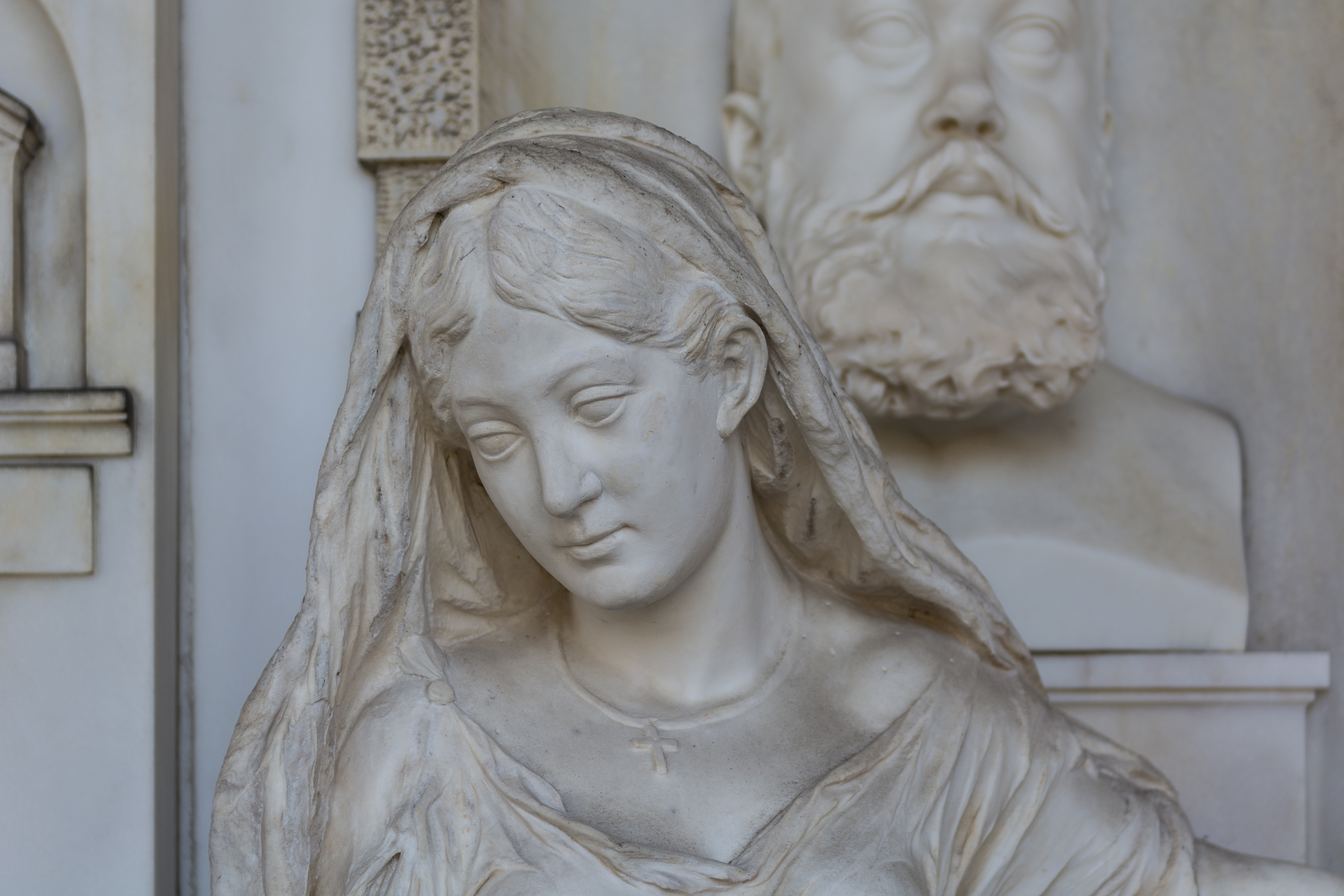
Allegorie der Bildhauerei
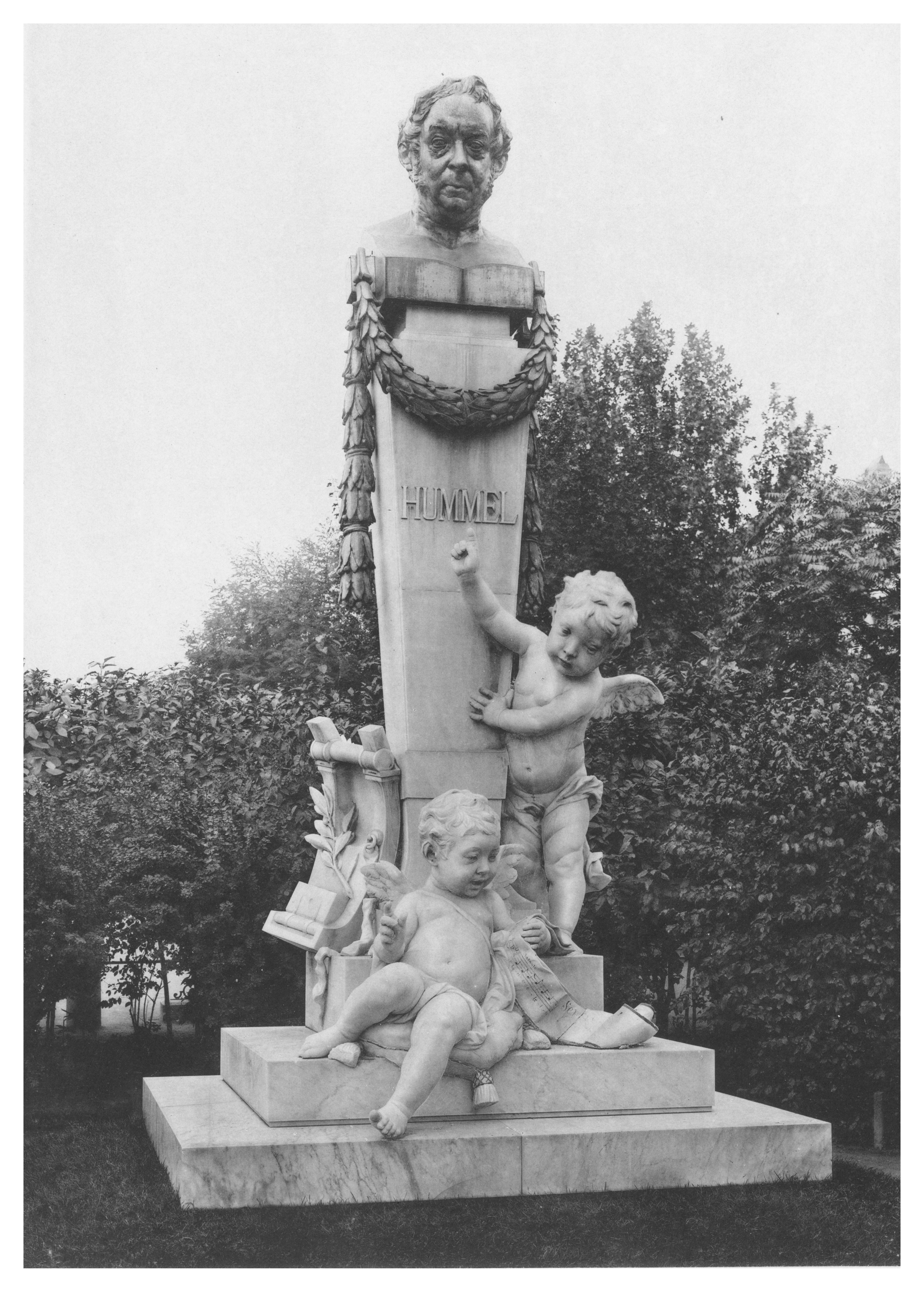
Denkmal von Johann Nepomuk Hummel (1778–1837) in Preßburg
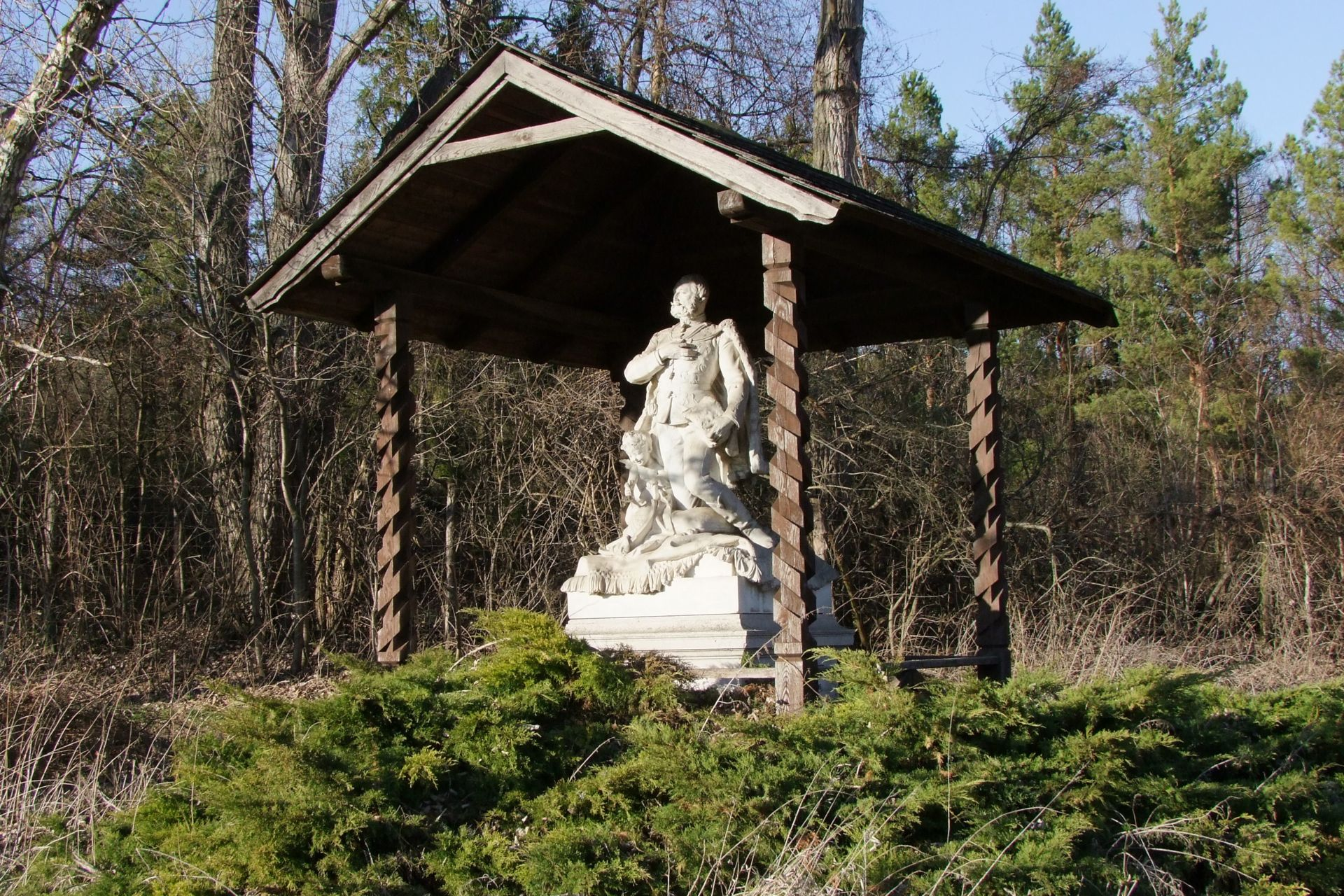
Grabdenkmal August Sachsen-Coburg-Kohary

## Auszeichnungen
- 1868: Hofpreis und Stipendium
- 1868: Füger-Medaille
- 1874: Karl Ludwig Medaille
- 1874: Goldmedaille in München (für Büste Joseph von Führich)
- 1880: Reichel-Preis (für die Brunnengruppe Triton und Nymphe)
- 1882: Große Goldmedaille Wien (für die Brunnengruppe Amorino auf Delphin)
- 1883: Professortitel
- 1888: Ehrenmitglied der Akademie der bildenden Künste Wien
- 1891: Große Goldmedaille und Ehrendiplom von München (für den Puttenbrunnen)
- 1897: Tilgnerstraße in Wien-Wieden, 4. Bezirk.
- 1928: Tilgnergasse in Wien-Liesing, 23. Bezirk.
- 1970:  Tilgnerova (ulica) in Karlova Ves, Plattenbauquartier im Westen von Bratislava.